# Jay Rich-Baghuelou
Jay Rich-Baghuelou (22 ottobre 1999) è un calciatore australiano, difensore dell'Accrington Stanley.

## Caratteristiche tecniche
È un difensore centrale.

## Carriera

### Club
Dopo gli inizi nel Gold Coast City FC nel 2018 si trasferisce in Inghilterra dove gioca in National League South con Dulwich Hamlet e Welling Utd. Nel 2020 entra a far parte del settore giovanile del Crystal Palace. A gennaio del 2022 viene ceduto all'Accrington Stanley.

### Nazionale
Nel 2021 viene convocato dalla nazionale olimpica australiana per prendere parte alle Olimpiadi di Tokyo. Debutta il 28 luglio in occasione del match contro l'Egitto.